# 成島治平
成島 治平（なるしま じへい、1865年4月15日〈慶応元年3月20日〉 - 1940年〈昭和15年〉6月12日）は、日本の政治家。甲府市長（官選第14代）。

## 略歴
甲斐国巨摩郡下条南割村（現在の山梨県韮崎市下条南割）に、千野直一の二男として生まれる。1887年（明治20年）4月に成島信順の養子となる。東京薬学学校に学び薬剤師となり、先代の遺業である薬種商「木綿屋」を甲府市錦町で営み、1902年（明治35年）以降、甲府市学務委員、水道調査委員、市区改正調査委員などを務めている。1909年（明治42年）には甲府商業会議所議員に当選し、1917年（大正6年）4月18日から1921年（大正10年）5月21日まで同会議所副会頭を歴任した。また、1910年（明治43年）1月16日から6月1日まで第十銀行監査役を務めている。
1912年（明治45年）3月27日から4月4日には皇太子嘉仁（大正天皇）の山梨県行啓が行われている。嘉仁は日程二日目の3月28日に龍岡村（韮崎市龍岡町下条南割）において演習を視察し、同村の高森山（唐土神社）を訪れた。嘉仁は侍医の土屋岩保が高森山所有者の千野家と縁戚にあることを知り、土屋に時間を与えて千野家を訪れさせた。土屋は千野家において成島が皇太子行啓に際して和歌を詠んでいたことを知り、嘉仁に伝えると嘉仁は成島について尋ねたという。高森山には同年4月28日に成島の撰による大正天皇駐駕記念碑が建てられている。
1926年（大正15年）6月の市制改正により、市長が市会の選挙によって決定されることとなり、1927年（昭和2年）10月8日の甲府市会において満場一致で市長に選ばれ、同日から1931年（昭和6年）8月8日まで第14代甲府市長を務めている。
1940年6月12日13時、甲府市の自宅で死去した。